# Ixora tenelliflora
Ixora tenelliflora är en måreväxtart som beskrevs av Elmer Drew Merrill. Ixora tenelliflora ingår i släktet Ixora och familjen måreväxter. Inga underarter finns listade i Catalogue of Life.